# Trick (álbum)
Trick é o sétimo álbum de estúdio da cantora japonesa Kumi Koda. Este foi lançado em duas versões, CD e CD+2DVD (limitada) no dia 28 de janeiro de 2009. Alcançou o topo da Oricon Albums Chart, ficou na parada por vinte e nove semanas e no mês de fevereiro permaneceu por duas semanas como álbum mais vendido em 2009 no Japão, segundo a Oricon.
Teve como singles: Moon, um maxi-single que continha as faixas Moon Crying e That Ain't Cool com a participação da cantora Fergie, Taboo, que chegou ao #1 semanal da Oricon e Stay with Me, que também chegou ao #1 semanal e teve mais de 2 milhões de downloads legais. Juntos, os três singles venderam 297.805 cópias.

## Faixas

### CD
| N.º | Título                                           | Letras                                                  | Música                          | Duração |  |
| 1.  | "Introduction For Trick"                         | Daisuke "D.I" Imai                                      | Daisuke "D.I" Imai              | 1:17    |  |
| 2.  | "Taboo"                                          | Kumi Koda, Hiro                                         | Hiro                            | 3:50    |  |
| 3.  | "Show Girl"                                      | Kumi Koda, Kaoru Kami                                   | Kaoru Kami, Tomokazu Matsuzawa  | 4:03    |  |
| 4.  | "Your Love"                                      | Kumi Koda, Hiro                                         | Hiro                            | 4:09    |  |
| 5.  | "Stay With Me"                                   | Kumi Koda                                               | Kazuto Narumi                   | 4:53    |  |
| 6.  | "This Is Not A Love Song"                        | Kumi Koda, Steve Lee                                    | Pete "Boxsta" Martin            | 3:25    |  |
| 7.  | "Driving"                                        | Kumi Koda                                               | Tomokazu Matsuzawa              | 4:20    |  |
| 8.  | "Bling Bling Bling feat. AK-69"                  | Kumi Koda, Pete "Boxsta" Martin, Steve Lee, Tina Harris | Pete "Boxsta" Martin            | 3:53    |  |
| 9.  | "That Ain't Cool feat. Fergie"                   | Kumi Koda, Stacy Ferguson, Keith Harris                 | Keith Harris                    | 3:30    |  |
| 10. | "Hurry Up!"                                      | Kumi Koda                                               | Ryuichiro Yamaki                | 4:01    |  |
| 11. | "Moon Crying"                                    | Kumi Koda                                               | Miwa Furuse                     | 5:43    |  |
| 12. | "Just The Way You Are"                           | Kumi Koda, Greg Critchley, Matthew Gerrard              | Greg Critchley, Matthew Gerrard | 3:42    |  |
| 13. | "Joyful"                                         | Kumi Koda                                               | Miki Watanabe                   | 5:02    |  |
| 14. | "Ai No Kotoba (愛のことば)"                      | Kumi Koda                                               | Kosuke Morimoto                 | 3:53    |  |
| 15. | "Venus (Faixa Bônus na Edição Limitada CD+2DVD)" | Robbie Van Leeuwen                                      | Robbie Van Leeuwen              | 3:25    |  |

### DVD 1
1. Show Girl -Music Video-
2. Just The Way You Are -Music Video-
3. Moon Crying -Music Video-
4. That Ain't Cool feat. Fergie -Music Video- (Album Version)
5. Taboo -Music Video-
6. Stay With Me -Music Video-

### DVD 2
Nota: DVD extra para a edição limitada.
Dirty Ballroom: One Night Show Live
1. Cherry Girl -Space Cowboy Remix-
2. D.D.D.
3. Shake It Up -Kazz Caribbean Remix-
4. Always
5. Come Back
6. Butterfly
7. Bounce
8. BUT
9. Teaser Feat.Clench & Blistah
10. Hot Stuff
11. 甘い罠 (Amai Wana)
12. 華 (Hana)
13. Candy feat.Mr.Blistah -Mad reggaeton remix-
14. Selfish ～The Meaning Of Peace～
15. WIND -PORTABLE WIND MIX- ENCOLE
16. TABOO
17. TAKE BACK -Remix-
18. 空 -Yukihiro Fukutomi Remix- (Sora)